# Sveinn Aron Guðjohnsen
Sveinn Aron Guðjohnsen (Reikiavik, Islandia, 12 de mayo de 1998) es un futbolista islandés que juega como delantero en el Sarpsborg 08 FF de la Eliteserien.

## Trayectoria

### Comienzos
Pasó los primeros tres años de su carrera de clubes sénior en ligas islandesas, primero 1. deild karla, segunda división islandesa, y luego Úrvalsdeild Karla, primera categoría de fútbol de Islandia.

### Llegada a Italia: Spezia Calcio
El 26 de julio de 2018 firmó con el Spezia Calcio, club que en ese momento milita a en la Serie B de Italia. Hizo su debut en para el Spezia el 29 de septiembre de 2018 en la victoria por 2-1 sobre el Carpi como suplente en el minuto 59 de Andrey Galabinov.
El 31 de enero de 2019 fue cedido al Ravenna Football Club 1913 de la Serie C. Al regresar al Spezia Sveinn jugaría marcaría dos goles en quince partidos. Además vencerían al Frosinone en la final del play-off de Serie B para obtener el ascenso histórico a la Serie A por primera vez en la historia del conjunto aquilotti.
El 13 de septiembre de 2020 se marchó prestado al Odense BK.
Tras esta última cesión abandonó el equipo italiano y en agosto de 2021 firmó con el IF Elfsborg hasta 2024, aunque a inicios de ese año fue traspasado al F. C. Hansa Rostock. El siguiente mes de agosto fichó por el Sarpsborg 08 FF con un contrato hasta 2028.

## Selección nacional
Tras haber sido internacional en categorías inferiores, el 31 de marzo de 2021 debutó con la selección absoluta de Islandia en un encuentro de clasificación para el Mundial de 2022 ante Liechtenstein.

## Vida privada
Su padre es Eiður Guðjohnsen, exfutbolista islandés que jugó para muchos clubes notables, como el Chelsea F. C. y el F. C. Barcelona. Su abuelo Arnór Guðjohnsen también representó a Islandia a nivel internacional durante muchos años. Sus hermanos menores Andri y Daniel Tristan juegan en las categorías inferiores del Real Madrid.